# Джейк Матиевич (камень)
Джейк Матиевич (англ. Jake Matijevic) — камень пирамидальной формы с размерами около 25 см. в ширину и 40 см в высоту, расположенный в кратере Гейла на Марсе.
Камень назван в честь инженера НАСА Джейкоба Матиевича (1947—2012), сыгравшего важную роль в проектировании шестиколёсного вездехода. Матиевич был главным инженером, ответственным за системы действий «Кьюриосити» на поверхности, а также ведущим инженером предыдущих проектов НАСА, включая Mars Pathfinder, Спирит и Оппортьюнити.
Предположительно камень состоит из базальта. Команда вездехода определила его в качестве подходящей мишени для первой проверки контактных инструментов лаборатории «Кьюриосити»: Mars Hand Lens Imager (MAHLI) и Alpha particle X-ray spectrometer (APXS).
- Снимок камня вплотную при помощи MAHLI.
- APXS исследует камень.